# Кам'яниця (Трубчевськ)

Сучасний вигляд кам’яниці

Вигляд з торця

Кам'яниця у Трубчевську — пам'ятка цивільної мурованої архітектури кінця XVII ст. у Трубчевську Брянської області РФ. Розташована в ряду забудови площі Карла Маркса. Це одна з двох кам'яниць, характерних для полкових і сотенних міст України епохи гетьманщини, що збереглись на території сучасної Росії. Споруда використовувалася для зберігання казни і припасів.
Будівля цегляна, потинькована, пізніші прибудови і дах — дерев'яні. Невелика за розмірами прямокутна в плані двоповерхова споруда, трохи витягнута в глиб ділянки, з високим двосхилим дахом, звернена до площі торцем. В оздобленні фасадів відчутно вплив українського бароко. Потужні бічні, східна і західна, стіни (товщиною до 2 м) закріплені по краях парними пілястрами; в завершенні простий карниз з розкріповками. У східній стіні помітний забитий дверний отвір; такий же проріз в південній стіні розтесано. Збереглися лише арочні вікна на північному торці: одне на нижньому поверсі і два парних з лучковими перемичками на верхньому. Вони включені в рамкові наличники з «вухами», «сережками» і замковими каменями. Основне приміщення кам'яниці перекрито зімкнутим склепінням. Вузька драбина всередині стіни веде нагору, до приміщення типу світлиці, розміщеного під дахом.